# Roberto Rolfo

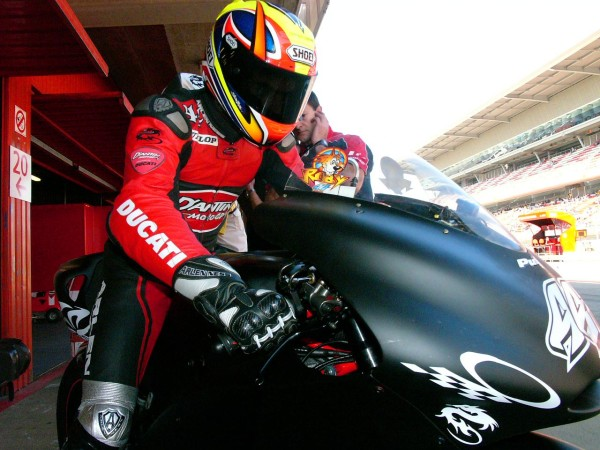
Roberto Rolfo 2005

Roberto „Roby“ Rolfo (* 23. März 1980 in Turin) ist ein ehemaliger italienischer Motorradrennfahrer.
Roberto Rolfos bevorzugte Startnummer ist die 44, er gilt als intelligenter, leidenschaftlicher und instinktgesteuerter Pilot mit einem sehr sanften Fahrstil. Aufgrund seiner unkomplizierten Art hat Rolfo viele Fans und ist in Italien ein Publikumsliebling.

## Karriere

### Anfangsjahre
Roberto Rolfo begann die Begeisterung für den Motorsport von seinem Vater, Angelo Rolfo, vererbt, der im Jahr 1980 Italienischer Motorradmeister war. Bereits in jungen Jahren zeigte er großes Talent und startete in der Italienischen Meisterschaft. Im Jahr 1996 nahm er mit dem Team Italia, einem Rennstall, der traditionell die italienischen Talente förderte, an der Europameisterschaft teil und beendete diese auf dem vierten Platz. In der Italienischen Meisterschaft konnte er in diesem Jahr ebenfalls Vierter werden. Im gleichen Jahr debütierte er beim Grand Prix von Italien in der 250-cm³-Klasse der Motorrad-Weltmeisterschaft.

### 250-cm³-Klasse
Ab der Saison 1998 startete Rolfo dann als Stammfahrer in der 250er-WM. In seiner ersten Saison erreichte er auf einer TSR-Honda mit 62 Punkten den zwölften WM-Rang. Die Saison 1999 bestritt er im Team Vasco Rossi Racing, das dem italienischen Sänger Vasco Rossi gehörte, auf Aprilia. Am Saisonende belegte er den 14. Gesamtrang. Im Jahr 2000 kam es zum Streit mit seinem Team, Rolfo wurde die Schuld für die unerwartet schlechten Resultate gegeben. Deshalb verließ er die Mannschaft während der Saison und startete die letzten Saisonrennen auf mit einer Honda in einem anderen Rennstall. In der Saison 2001 startete Roberto Rolfo für das Safilo-Oxydo-Race-Team auf Aprilia. Beim Grand Prix von Italien gelang ihm mit Rang zwei sein erster Podestplatz. Insgesamt erreichte er in diesem Jahr vier Podiumsplatzierungen, konnte in nur zwei Rennen nicht punkten und wurde mit 177 Punkten WM-Vierter. Zur Saison 2002 wechselte er ins Fortuna Honda-Team von Fausto Gresini. Mit insgesamt sieben Podien, aber keinem Sieg, errang Rolfo mit 219 Punkten den dritten Rang in der Weltmeisterschaft.
In der Saison 2003 konnte er die guten Resultate des Vorjahres sogar noch einmal übertreffen. Beim Grand Prix von Deutschland auf dem Sachsenring gelang ihm der erste Sieg seiner Karriere, beim Rennen im australischen in Phillip Island konnte er diesen Erfolg sogar wiederholen. In der Gesamtwertung musste Roberto Rolfo nur Manuel Poggiali aus San Marino, mit dem er bis zum letzten Saisonrennen um den WM-Titel kämpfte, den Vortritt lassen. Mit 236 Punkten wurde Rolfo Vizeweltmeister, was bis heute den größten Erfolg seiner Karriere darstellt. Auch die Saison 2004 blieb er dem Fortuna Honda Team treu und nahm sich vor, die Weltmeisterschaft in diesem Jahr zu gewinnen. Beim zweiten Saisonrennen in Spanien konnte Rolfo seinen dritten Sieg feiern. Danach ließen seine Leistungen jedoch immer weiter nach, mit 116 Punkten wurde er nur WM-Achter. Während des gesamten Jahres hatte der Italiener jedoch Probleme mit dem Motorrad, da dieses für seine Körpergröße eigentlich zu klein war.

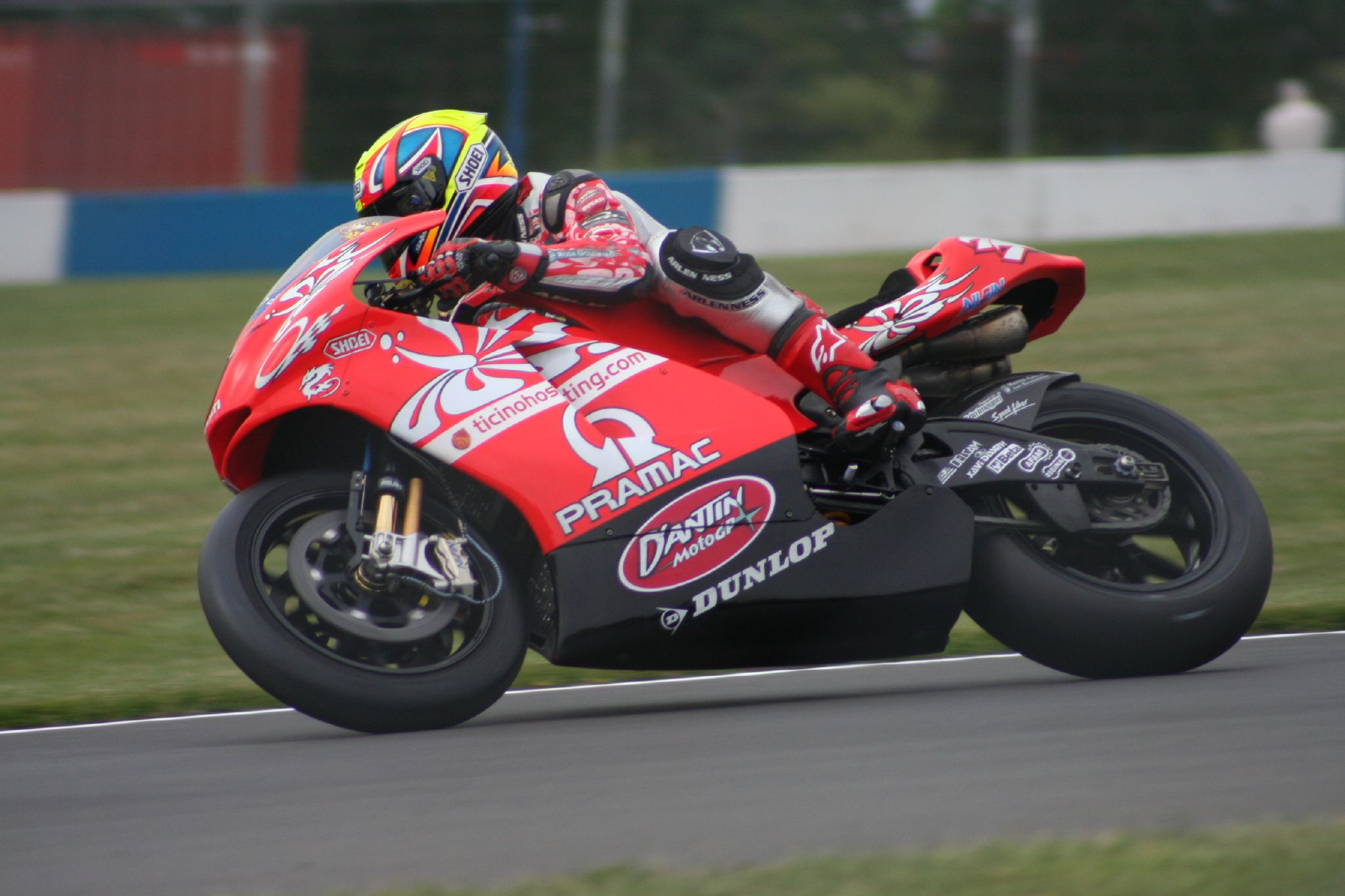
Rolfo 2005 auf Ducati

### MotoGP-Klasse
Zur Saison 2005 wechselte Roberto Rolfo in die MotoGP-Klasse zum D’Antin MotoGP-Team von Luis d’Antin, wo er eine Vorjahres-Maschine von Ducati pilotierte. Aufgrund der unterlegenen Dunlop-Reifen, die das Team verwendete, schaffte er es häufig nicht einmal in die Punkteränge. Trotzdem überzeugte Rolfo, da er ohne Erfahrung auf großen Viertakt-Maschinen zu haben, mit der schwer zu beherrschenden Ducati nur zwei Rennen nicht beenden konnte. Sein bestes Resultat, einen zehnten Platz, fuhr er beim Regen-Rennen in Donington Park ein. Insgesamt errang er in dieser Saison 25 Punkte und wurde 18. der Gesamtwertung.

### Superbike-Weltmeisterschaft
Für Saison 2006 fand Roberto Rolfo keinen Platz in der MotoGP-Klasse und wechselte deshalb in die Superbike-Weltmeisterschaft zum Team Caracchi, wo er eine Ducati-Kunden-Maschine pilotierte. Nach einem starken Saisonstart mit einem fünften und zwei siebten Plätzen in den ersten vier Rennen, ließen seine Leistungen jedoch nach. Am Saisonende belegte er mit 69 Punkten nur Rang 16 der Gesamtwertung. Die Saison 2007 bestritt Rolfo im niederländischen Ten-Kate-Team und pilotierte eine werksunterstütze Honda CBR 1000RR. Mit regelmäßigen Platzierungen unter den besten zehn und zwei vierten Plätzen als besten Ergebnissen erreichte er den siebten WM-Rang und blieb damit weit hinter den Leistungen seines Teamkollegen James Toseland zurück, der Weltmeister wurde.
2008 startete Roberto Rolfo im Team Hannspree Honda Althea wiederum auf Honda. Er kam im gesamten Saisonverlauf nicht über Mittelfeldplatzierungen hinaus. Die Rennen in Monza musste Rolfo wegen eines Handgelenksbruchs, den er sich beim Mountainbiken zugezogen hatte, auslassen. Sein bestes Saisonresultat war Rang acht beim ersten Lauf in Vallelunga. Mit 59 Zählern belegte der Turiner den 17. Rang im Gesamtklassement.
Im Herbst 2008 unterzeichnete Roberto Rolfo für 2009 einen Vertrag im Team des schwedischen Ex-Grand-Prix-Piloten Johan Stigefelt, das aus der Supersport-Weltmeisterschaft in die Superbike-WM aufstieg. Der Italiener war vorher auch mit einem Engagement beim Wiedereinsteiger Aprilia in Verbindung gebracht worden. Während der gesamten Saisonvorbereitung machte dem Italiener eine Schulterverletzung zu schaffen, die er, gegen Anraten der behandelnden Ärzte, nicht operieren ließ, da dies eine monatelange Rennpause nach sich gezogen hätte. Rolfo startete mit den Rängen 13 und 16 bei den Läufen in Australien in die Saison, beim folgenden Rennwochenende in Losail (Katar) fiel er zweimal aus und blieb damit deutlich hinter den Leistungen seines britischen Teamkollegen Leon Haslam zurück. Am 20. März 2009 verpflichtete das Stiggy-Team den US-Amerikaner John Hopkins, der nach dem Rückzug Kawasakis aus der MotoGP-Klasse vertragslos war. Roberto Rolfos Vertrag wurde daraufhin aufgelöst und Hopkins nahm seinen Platz im Team ein.

### Supersport-Weltmeisterschaft
Von 2013 bis 2019 startete Rolfo auch für verschiedene Teams in der Supersport-Weltmeisterschaft:
- 2013, 2016 und 2017 für MV Agusta / Reparto Corse[7][8]
- 2014 mit Team Go Eleven und 2019 mit Team GREEN SPEED auf Kawasaki
- 2015 und 2017 (nach seinem Weggang von Reparto Corse) mit Team Lorini auf Honda.

## Statistik

### Erfolge
- 4 Grand-Prix-Siege

### In der Motorrad-Weltmeisterschaft
| Saison | Klasse  | Team                               | Motorrad            | Rennen | Siege | Zweiter | Dritter | Poles | Schn. Runden | Punkte | Ergebnis |
| ------ | ------- | ---------------------------------- | ------------------- | ------ | ----- | ------- | ------- | ----- | ------------ | ------ | -------- |
| 1996   | 250 cm³ |                                    | Aprilia             | 2      | –     | –       | –       | –     | –            | –      | –        |
| 1998   | 250 cm³ | Scuderia Carrizosa                 | Honda / TSR-Honda   | 14     | –     | –       | –       | –     | –            | 61     | 12.      |
| 1999   | 250 cm³ | Vasco Rossi Racing                 | Aprilia             | 13     | –     | –       | –       | –     | –            | 62     | 14.      |
| 2000   | 250 cm³ | Tino Villa Racing / Racing Factory | TSR-Honda / Aprilia | 10     | –     | –       | –       | –     | –            | 26     | 16.      |
| 2001   | 250 cm³ | Safilo Oxydo Racing                | Aprilia             | 16     | –     | 2       | 2       | –     | –            | 177    | 4.       |
| 2002   | 250 cm³ | Fortuna Honda Gresini              | Honda NSR           | 16     | –     | 5       | 2       | –     | 2            | 219    | 3.       |
| 2003   | 250 cm³ | Fortuna Honda                      | Honda RS-W          | 16     | 2     | 3       | 1       | –     | –            | 235    | 2.       |
| 2004   | 250 cm³ | Fortuna Honda                      | Honda RS-W          | 15     | 1     | –       | –       | –     | 1            | 116    | 8.       |
| 2005   | MotoGP  | Team D’Antin Pramac                | Ducati              | 17     | –     | –       | –       | –     | –            | 25     | 18.      |
| 2010   | Moto2   | Italtrans S.T.R.                   | Suter               | 17     | 1     | –       | 1       | –     | –            | 75     | 14.      |
| 2012   | Moto2   | Technomag-CIP                      | Suter               | 11     | –     | –       | –       | –     | –            | 1      | 31.      |
| 2012   | MotoGP  | Speed Master                       | Aprilia             | 4      | –     | –       | –       | –     | –            | –      | –        |
| 2014   | Moto2   | Tasca Racing Moto2                 | Suter               | 2      | –     | –       | –       | –     | –            | –      | –        |
| Gesamt | Gesamt  | Gesamt                             | Gesamt              | 147    | 4     | 10      | 6       | 0     | 3            | 997    |          |

### In der Superbike-Weltmeisterschaft
| Saison | Team                    | Motorrad         | Rennen | Siege | Zweiter | Dritter | Poles | [[Schn. Runden]] | Punkte | Ergebnis |
| ------ | ----------------------- | ---------------- | ------ | ----- | ------- | ------- | ----- | ---------------- | ------ | -------- |
| 2006   | Ducati SC – Caracchi    | Ducati 999 F05   | 24     | –     | –       | –       | –     | –                | 69     | 16.      |
| 2007   | Hanspree Ten Kate Honda | Honda CBR 1000RR | 25     | –     | –       | –       | –     | –                | 192    | 8.       |
| 2008   | Hannspree Honda Althea  | Honda CBR 1000RR | 26     | –     | –       | –       | –     | –                | 59     | 17.      |
| 2009   | Stiggy Racing Honda     | Honda CBR 1000RR | 4      | –     | –       | –       | –     | –                | 3      | 39.      |
| 2011   | Team Pedercini          | Kawasaki ZX-10R  | 24     | –     | –       | –       | –     | –                | 42     | 18.      |
| 2017   | Grillini Racing Team    | Kawasaki ZX-10R  | 2      | –     | –       | –       | –     | –                | 4      | 33.      |
| Gesamt | Gesamt                  | Gesamt           | 105    | 0     | 0       | 0       | 0     | 0                | 369    |          |

## Verweise